# Jean-Pierre Elkabbach

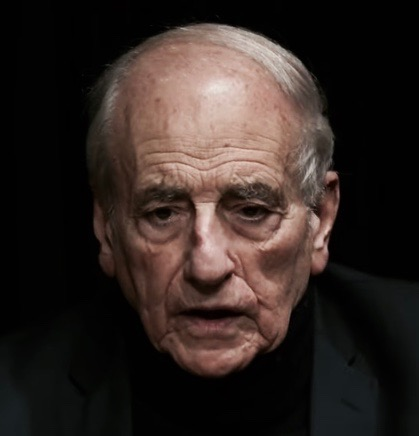
Jean-Pierre Elkabbach (2022)

Jean-Pierre Elkabbach (* 29. September 1937 in Oran; † 3. Oktober 2023) war ein französischer Journalist.

## Leben
Jean-Pierre Elkabbach wurde 1937 als Sohn einer jüdischen Familie in Französisch-Nordafrika geboren. Sein Vater war Stoffhändler; er verstarb, als Elkabbach zwölf Jahre alt war.
Nach dem Abitur zog er nach Paris. Er studierte am Institut d’études politiques de Paris, nebenher nahm er Schauspielunterricht. Seine journalistische Karriere begann er 1960 in Algier als Radiokorrespondent. 1970 wechselte er als Sprecher der Nachrichten ins Fernsehen. Von 1993 bis 1996 war er Präsident von France 2 und France 3, von 1999 bis 2009 Präsident des französischen Parlamentsfernsehens und von 2005 bis 2008 Präsident von Europe 1.
Elkabbach interviewte alle Präsidenten Frankreichs, nur Charles de Gaulle nicht. Populär war er mit der Sendung Cartes sur table auf France 2, in der er konfrontativ die Auseinandersetzung mit Politikern suchte. Ebenso interviewte er Putin, Berlusconi oder Prinz Philip (1991).
Er war verheiratet mit der französischen Schauspielerin Nicole Avril. Seine Tochter ist die Schauspielerin Emmanuelle Bach.
Er wurde zum Mitglied der Ehrenlegion ernannt.